# Jane Benham Hay
Jane Benham Hay, född 1829, död 1904, var en brittisk konstnär (målare). Hennes konstnärskap associeras med prerafaeliternas stilart.